# Etimon
Az etimon valamely emberi szó legősibb formája. Általában azt a szót nevezik egy szó etimonjának, ameddig visszavezethető. A szavak eredetét kutató nyelvészeti segédtudománynak, az etimológiának a vizsgálati tárgya. Az etimológia kifejezés a görög ἐτυμολογία, etymologia kifejezésből ered, amely pedig az ἔτυμον, etymon, az „igaz értelem” és a -lógia, „tudománya” szavakból tevődik össze.

## Példa
A német haben, heben, Habicht, Hafen és számos más szó a latin capere, a breton kavout és az albán kap szavakhoz hasonlóan az indogermán *kh2p igetőre („megtart, csomagol”) vezethető vissza. E tő így egy teljes szócsalád etimonja.